# آخرین بار (فیلم)
آخرین بار (به انگلیسی: The Last Time) فیلمی درام مستقل محصول سال ۲۰۰۶ و به کارگردانی مایکل کالئو است. در این فیلم بازیگرانی همچون مایکل کیتون، برندن فریزر، آمبر والتا، دانیل استرن، آلکسیس کروز، نیال مک‌دوناف، مایکل لانر و بیلی اسلاتر ایفای نقش کرده‌اند.

## داستان
این فیلم داستان یک فروشنده دفتر نیویورک به نام تد ریکر (مایکل کیتون) را روایت می‌کند که در آستانه رکود اقتصادی قرار دارند، شرکت یک زوج جوان به نام‌های جیمی (برندن فریزر) و بلیسا (آمبر والتا) را استخدام می‌کند. تد و بلیسا کم‌کم عاشق هم می‌شوند و رابطه برقرار می‌کنند و سعی دارند این موضوع را از جیمی مخفی نگه‌دارند.